# Mine Kazuki
Kazuki Mine (sinh ngày 18 tháng 4 năm 1993) là một cầu thủ bóng đá người Nhật Bản.

## Sự nghiệp câu lạc bộ
Kazuki Mine đã từng chơi cho Kyoto Sanga FC, Kataller Toyama, AC Nagano Parceiro và Albirex Niigata Singapore.